# KADOKAWAの漫画レーベル
KADOKAWAの漫画レーベル（カドカワのまんがレーベル）では、KADOKAWAが発行・発売している、もしくは旧：角川グループパブリッシング（角川GP）が発売元となっていた漫画単行本のレーベル一覧について、各ブランド（旧ブランドカンパニー）別に記述する。

## KADOKAWA

### カドコミ
無料コミックポータルサイト「カドコミ」掲載作品を中心としたレーベル。

### MANGAバル コミックス
KADOKAWA×ピッコマの週刊コミック媒体「MANGAバル」掲載作品のレーベル。

### 旧角川書店のレーベル
角川書店では、1985年にヤマトコミックススペシャル、翌1986年にあすかコミックスをそれぞれ創刊し、漫画単行本を刊行していた。1989年に「角川コミックス」（かどかわコミックス）の名義で漫画単行本を刊行。「カドカワコミックス」と「角川コミックス」の2種類の表記が存在することについては主に単行本折り込みの新刊案内や単行本の奥付では漢字表記、公式サイトや取次系の新刊案内では片仮名表記が使用されており、どちらかが間違いという訳では無い模様。

#### カドカワコミックス・エース
角川コミックス・エース（かどかわコミックス・エース、Kadokawa Comics A）とも。基幹レーベル。『月刊少年エース』・『ヤングエース』・『ガンダムエース』・『月刊コンプエース』・『コンプティーク』・その他増刊各誌、Webコミックサイト『コミックNewtype』・『ヤングエースUP』・『TYPE-MOONコミックエース』に掲載された作品が中心。B6判。4コマや総ページ数の少ない単巻作品の場合はA5判のカドカワコミックス・エースエクストラ（Kadokawa comics A Extra）で刊行される場合もある。番号は「KCA-X-Y」（Xに作者番号、Yにその作者の刊行数）、エースエクストラの場合は「KCA-EX-26-1」となる（例・瀬川はじめ著『喰霊 第7巻』KCA-160-7）。
レーベル創刊時は角川書店の社章に由来する鳳凰をデフォルメしたイメージキャラクター（名称不明）のマークが用いられていたが、1999年より角川書店の出版物がQRコードを背表紙に印刷する様になった際の装丁変更に伴い、社章を金色にカラーリングした新しいマークへ変更された。このマークはエース以外のカドカワコミックスでも共通で使用されている。

#### エース以外のレーベル
- あすかコミックス
- あすかコミックスDX -「ASUKA」掲載作品
- あすかコミックスCL-DX - 「CIEL」「エメラルド」掲載作品
- ニュータイプ100%コミックス
- 怪と幽コミックス -「怪と幽」掲載作品

#### 廃止レーベル
- ヤマトコミックススペシャル
- 角川コミックス
- コンプコミックス
- ドラゴンコミックス（→富士見書房へ移行）
- カドカワコミックス・ドラゴンJr.（→富士見書房へ移行）
- ザ・ホラーコミックス
- ヤングロゼコミックス
- カドカワコミックス・特撮エース
- カドカワチャージコミックス
- ケロケロエースコミックス

### 旧富士見書房
富士見書房では1976年にワイルドコミックスというレーベルで横溝正史シリーズ3作をつのだじろう作画でコミカライズしており、1980年代には角川アニメ映画作品を纏めた富士見コミックスアニメ版や富士見コミックスというレーベルでポップティーンに連載された『青春ぽるのぐらふてい』の単行本刊行していた。
- ドラゴンコミックスエイジ - 月刊ドラゴンエイジ掲載作品

#### 廃止レーベル
- WILD COMICS（ワイルドコミックス）
- 富士見コミックス
- カドカワコミックス・ドラゴンJr.（2009年廃刊）

##### ドラゴンコミックス
『月刊ドラゴンマガジン』や旧『月刊コミックドラゴン』掲載作品のレーベルであるが、当初は『コンプティーク』・『マル勝ファミコン』・『マル勝PCエンジン』などゲーム雑誌に掲載された作品用のレーベルであった。1987年に『ヴァグランツ』や『ザナドゥドラゴンスレイヤー伝説』などを刊行したのが始まりで、A5判とB6判のタイトルが混在した。後にA5判のみに一本化されており『月刊ドラゴンエイジ』掲載作品のうち4コマ漫画など総ページ数の少ない単巻作品を刊行する際に使用されていた。創刊から一貫してISBN「04」である。

##### 富士見ファンタジアコミックス
富士見書房より1988年 - 1995年に刊行された単行本レーベル。略称「FFC」。『月刊ドラゴンマガジン』に連載された漫画が主に発売された。A5判。これの前身として1980年代前半に『富士見コミックス』が存在した。創刊から一貫してISBN「8291（富士見書房）」である。
名称から分かる様に同社・富士見ファンタジア文庫に対応するレーベルであったが、富士見書房が角川書店に吸収合併されたことに伴い、前述のドラゴンコミックスへ移行した。

### アスキー・メディアワークスのレーベル
以下は角川書店のお家騒動により、1992年に創設された電撃ブランドの派生レーベル。
- 電撃コミックス - 1992年12月創刊[5]。2013年以前の電撃ブランド雑誌掲載作品の基幹レーベル。B6判。
- 電撃コミックスNEXT - 2013年5月創刊。2013年以降の電撃ブランド雑誌掲載作品の基幹レーベル。B6判。
- 電撃コミックスEX - 1992年12月創刊[6]。A5判。
- シルフコミックス - シルフ（雑誌休刊後はWEB）掲載作品
- it COMICS - WEBコミックレーベル「COMIC it」掲載作品

#### 廃刊レーベル
- 電撃ジャパンコミックス
- 魔法のiらんどコミックス - 「魔法のiらんど」作品のコミカライズレーベル。

### エンターブレインのレーベル
以下は旧アスキーグループのコミック出版の流れを汲むレーベル。
- ビームコミックス - コミックビーム掲載作品
- ハルタコミックス - ハルタ掲載作品（2017年3月まではビームコミックスから発行し、翌4月から独立発行開始）
- B's-LOG COMICS - B's-LOG COMIC掲載作品
- B's-LOVEY COMICS - ボーイズラブコミックレーベル。かつてはオリジナルBLアンソロジーB's-LOVEY recottia掲載作品
- 青騎士コミックス - 青騎士掲載作品

#### 廃止レーベル
- アスキーコミックス - アスキーのレーベル。月刊アスキーコミック、コミックビーム、週刊ファミ通などアスキー発行雑誌掲載作品
- アスペクトコミックス - アスキー発行、アスペクト発売のレーベルで上記レーベルの後継。コミックビーム、週刊ファミ通などアスキー発行雑誌掲載作品
- ブロスコミックス - アスキー発行、アスペクト発売→エンターブレインのレーベル。ファミ通ブロス掲載作品（ブロスコミックス発刊以前は、アスキーコミックス→アスペクトコミックスから発行していた）
- マジキューコミックス
- ファミ通クリアコミックス - コミッククリア・週刊ファミ通掲載作品（ファミ通クリアコミックス発刊以前は、ビームコミックスから発行していた（『いい電子→いいでん!』など、ファミ通クリアコミックス発刊以前からの連載中作品はそのままレーベル変更せず発行された））

### メディアファクトリー
- MFコミックス - 1998年10月創刊。描き下ろし・他社作品の再刊など
  - MFコミックス・フラッパーシリーズ - コミックフラッパー・コミックヒストリア（旧コミック三国志マガジン）掲載作品
  - MFコミックス・アライブシリーズ - 月刊コミックアライブ掲載作品
  - MFコミックス・アライブ＋シリーズ - WEBコミックレーベル「アライブ＋」掲載作品
  - MFコミックス・ジーンシリーズ - 月刊コミックジーン掲載作品
  - MFC ジーンピクシブシリーズ - ピクシブとの共同レーベル。ジーンピクシブ掲載作品
  - MFC キューンシリーズ - コミックキューン掲載作品
- フルールコミックス - BLwebマガジン「COMICフルール」掲載作品
- ジーンLINEコミックス - WEBコミックレーベル「ジーンLINE」掲載作品

#### 廃刊したMFコミックスのサブレーベル
- MFコミックエッセイ - 一般書。
- MFR - コンビニコミック
- MFコミックス・アルファシリーズ - 旧コミックアルファ掲載作品。フラッパーシリーズへ移行。
- MFコミックス・コミックファクトリーシリーズ - コミックファクトリー（携帯コミック配信サイト）掲載作品

### 旧中経出版
- KITORA - 主に画集で使用されるレーベルだが『おでかけ子ザメ』をはじめフルカラーコミックスの刊行でも使用される。

### その他レーベル
- FLOS comic（フロースコミック） - WEBコミックレーベル「FLOScomic」掲載作品、電子単話配信作品、海外発コミック
- ヒューコミックス - WEBコミックレーベル「COMIC Hu」掲載作品
- BRIDGE COMICS - WEBコミックレーベル「COMIC BRIDGE」掲載作品
- ヴァンプコミックス -  大人向けWEBコミックレーベル「COMIC VAMP」掲載作品
- Pomme Comics - 大人の女性向け電子単話配信兼漫画単行本レーベル
- 角川まんが学習シリーズ - 2015年6月創刊した学習まんがシリーズ。
- KADOKAWA Masterpiece Comics - 古今東西の名著をコミカライズするシリーズ[7]

## 他KADOKAWAグループ

### 廃止レーベル
- ニコニコCA COMICS - キャラアニ発行の「ニコニコ静画」のコンテンツを書籍化するコミックレーベル。

## 他グループ発行・販売受託
KADOKAWAグループ外の企業からKADOKAWAが受託して、販売している例。

### バンダイビジュアル発行
バンダイナムコグループのバンダイビジュアル（バンダイナムコアーツを経て、現：バンダイナムコミュージックライブ）は、かつてウェブコミック配信サイト『Webコミックゲッキン』（旧：『YOMBAN』）掲載作品の単行本を角川GPより発売していた。
- エモーションコミックス

2011年3月までは子会社のエモーションが発行元であったが、同年4月にバンダイビジュアルがエモーションを吸収合併して新たに発行元となっている。

### ブシロードワークス発行
ブシロードグループのブシロードワークス（それ以前はブシロード→ブシロードメディア→ブシロードクリエイティブ）が発行する書籍の発売をKADOKAWAが受託している。
- ブシロードコミックス